# イメージスキャナ

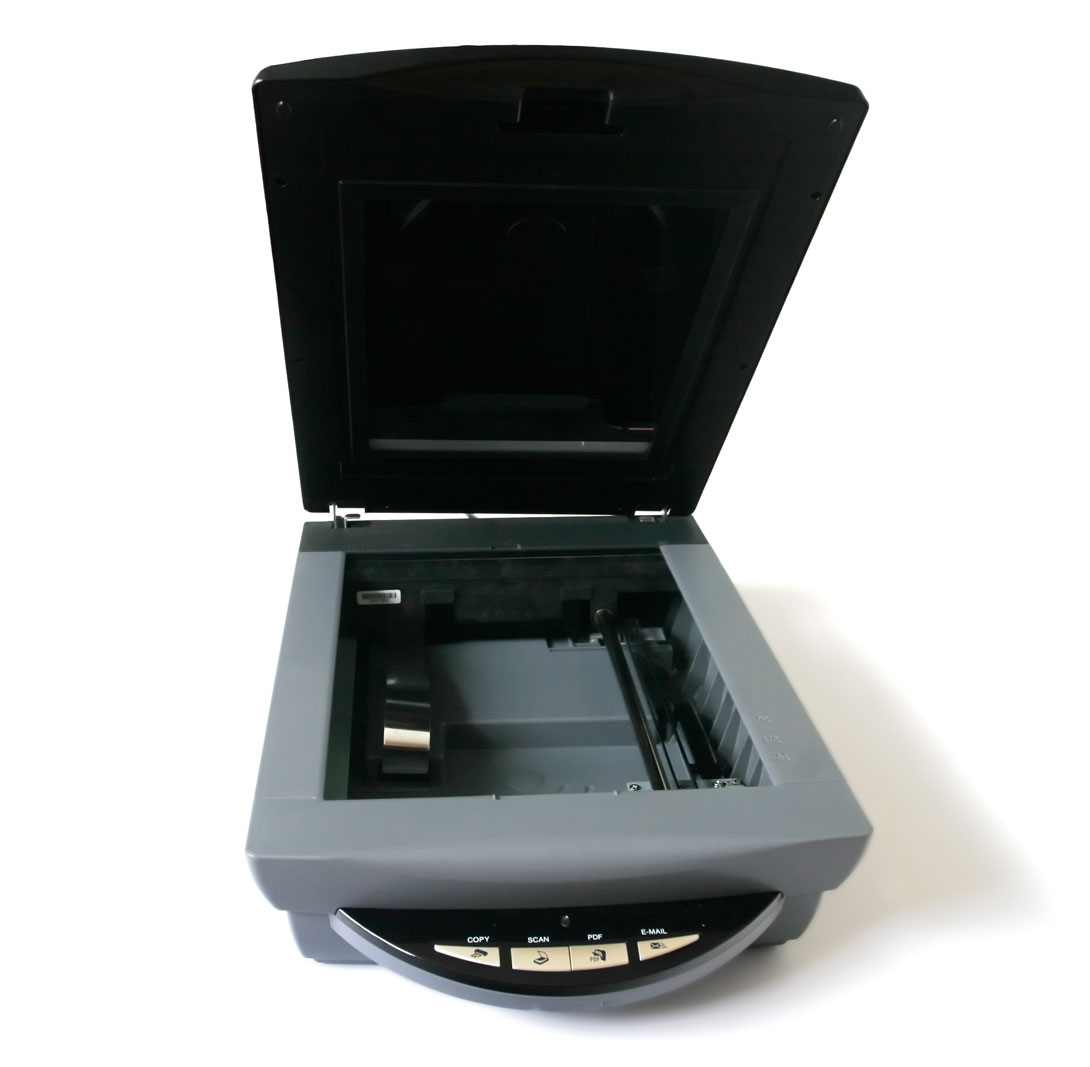
イメージスキャナの一種、フラットベッドスキャナ

イメージスキャナ（画像読み取り機、Image Scanner）とは、通信や記録のために画像や文書などをデジタル静止画像情報化するための機器である。
OCRソフトウェアを利用して、画像情報を文字コード化するためにも使用される。

## 種類

### フラットベッドスキャナ
原稿を原稿台に固定しておき、撮像素子を移動させる。
外光を遮断するための原稿台カバーの下に、透明なプラスチック製もしくはガラス製の原稿台がある。
反射型の場合、原稿台側から光を当てその反射光を撮像素子で電気信号に変換する。透過型の場合、原稿台カバーから光を当てその透過光を撮像素子で電気信号に変換する。
その電気信号をアナログ-デジタル変換回路でデジタルデータ化し、さらに論理回路で外部インターフェース信号に変換し外部に送信する。
外部インタフェースは、かつてはSCSIまたはパラレル接続が多かったが、現在はUSB接続がほとんどでバスパワー電源のみで稼働する機種も多い。
かつて2000年代中盤までは固体撮像素子（CCD）タイプが主流であったが、現在は一部高級機を除き密着イメージセンサ（CIS）タイプになっている。また家庭用は小型化・低価格化とともにプリンターと一体化してスキャンやコピー・FAXが単体で行える複合機が主流となっている。

#### 縮小光学系タイプ

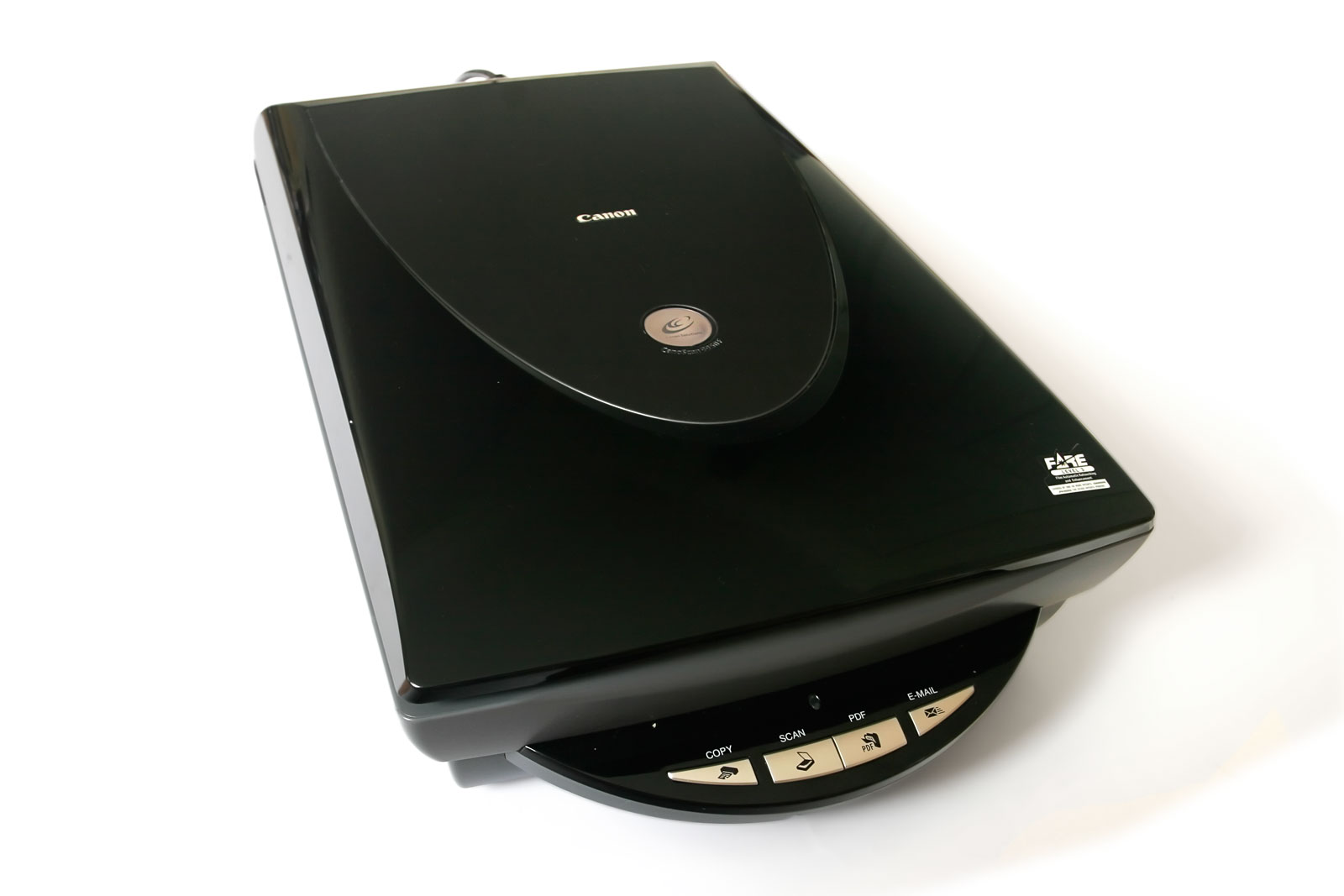
キヤノン CanoScan 9950F

Charge Coupled Devices (CCD) 光学縮小方式
光源を白色蛍光ランプとし、複数のミラーとレンズを用い、光束の反射・集約を繰り返した後に原稿からの光を光学系で撮像素子であるCCDイメージセンサに導くもの。
機構が複雑になり、装置の大きさも必然的に増すことになるが、光路長が長くとれるために焦点深度が深く、原稿が原稿台に密着していなくてもピントが合いやすい。またCISと異なり白色光源を用いているためRGBを同時に読み取ることができることから、CISよりも高速な読み取りが可能になる。
白色光源を用いているということは、カラー原稿をモノクロで読み取る際にも読み取れない色がなくなるということを意味し、特に複合機でモノクロ原稿をFAX送信する時などに特定色の欠落を起こさないという長所がある。さらに光学的に高解像度を得やすいことや焦点深度の深さなどからネガフィルムの読み取りも可能とする機種が多い。色選別（分光）にカラーフィルターを用いているために3色LEDを用いているCISタイプよりも色再現性は高い。
ただし、光源に蛍光ランプを用いているためにウォームアップ時間がかかり、立ち上がり時間が遅い上に、消費電力もやや大きくなる。この欠点についても、ウォームアップ不要による待機時間の短縮、省電力化を目的として白色発光ダイオードを光源として用いる機種もある。

#### 等倍光学系タイプ

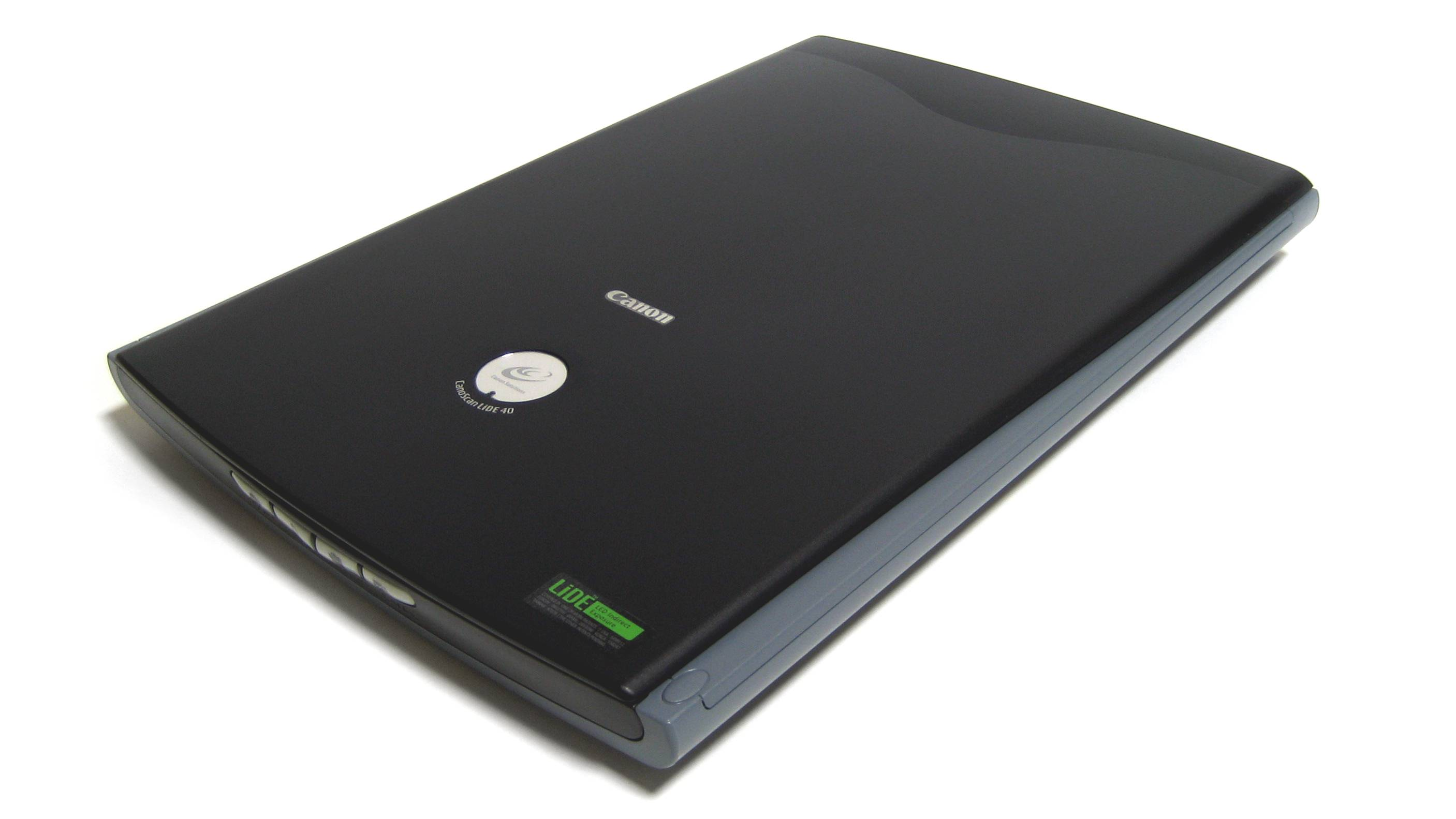
キヤノン CanoScan LiDE40

Contact Image Sensor (CIS) 密着センサー方式
光源にRGB3色の発光ダイオードを用いたもので、R・G・Bをそれぞれ高速に切り換えてロッドレンズアレイを通して撮像素子であるCMOSイメージセンサに原稿からの光を直接的に導くような仕組みのもの。
光源を切り換えるのに時間がかかるため、CCDタイプのものよりも読み取り速度は遅く、またコントラストの高い部分では色のにじみが生じやすいといった欠点もある。特に高速でスキャンすると色ズレが生じやすい。また、焦点深度が浅く、原稿が原稿台に密着していないとピントが合いにくい。カラー原稿をモノクロで読み取る際にはR・G・Bの内のいずれか一つのみを点灯させて読み取るため、読み取れない色がある点に注意が必要である。
CCDタイプと異なりLEDの光源特性で色選別（分光）を行っているために色再現性は劣るため縮小光学系タイプに比べフィルムスキャンには不向きであったが、最近では光源を工夫してフィルムスキャンができる機種も出てきている。光学系が単純で、装置のサイズをコンパクトにできる。ウォームアップ時間を必要としないため立ち上がり時間は短く、また消費電力も少ない。最近の機種はUSBケーブル一本のみで利用できる手軽さがある。

### シートフィードスキャナ/ADFスキャナ

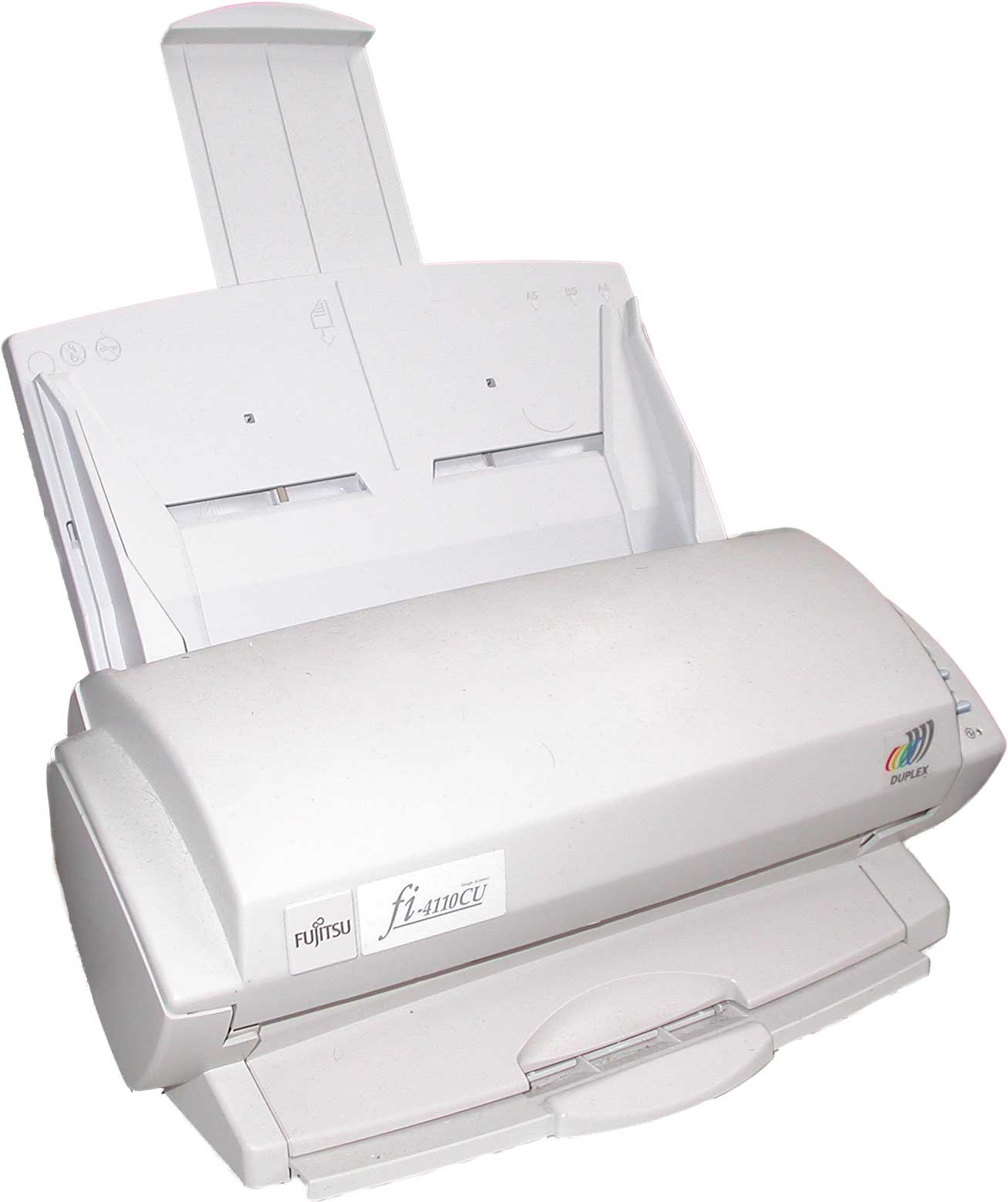
ADFスキャナ

### ドキュメントスキャナ
上記のADFタイプのスキャナがこのように呼ばれることがある。製本化されていない複数枚の文書をまとめて取り込むために使われる。
撮像素子を固定しておき、自動原稿送り装置（Auto Document Feeder-ADF）で原稿を移動させる。複数の原稿の読み取り時に、自動的に原稿を入れ替えることができる。またフラットベッドタイプで自動原稿送り装置を装備したものもある。最大原稿サイズはA4判が多いが、一部の製品ではA3判まで対応可能なものもある。

### オーバーヘッドスキャナ
スタンド型のスキャナ。アームの先にカメラを備えデスクに置いた書類を読み取る方式で、書類を解体せずにスキャンでき、また接触しないことで汚れや痛みやすい書類にも対応できる。設置面積が少ないという利点もある。

### ハンディスキャナ

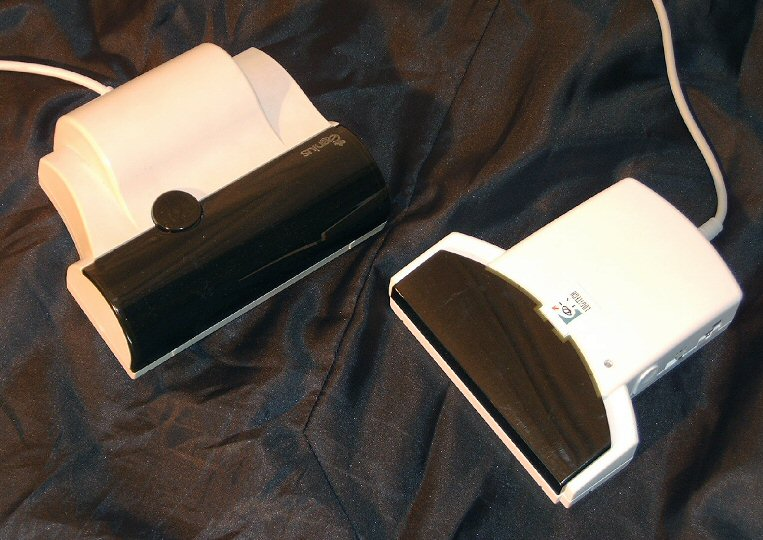
ハンディスキャナ

光源と撮像素子を一体化させて小型のボディに組み込んだもので、片手で持つことができ、なおかつ携帯しやすい。名刺や雑誌・新聞の記事など、狭い範囲の原稿を読み取るのに適している。基本的には一定方向に真っ直ぐ原稿をなぞってスキャンするが、最近の機種ではジグザグに原稿をなぞることで広い範囲を読み取ることを可能にしたタイプも出て来ている。

### バーコードスキャナ

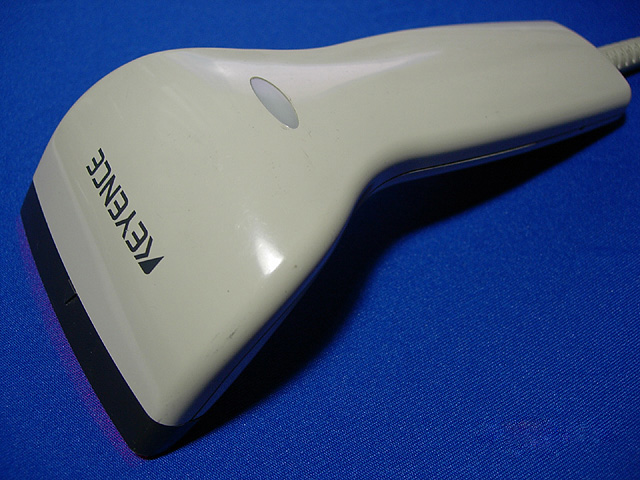
バーコードスキャナ

バーコードの読み取りに特化したスキャナ。外形はハンディスキャナに似ているが、読み取った画像を解析してバーコードのコードをデータとして渡す機能を備えている。

### ドラムスキャナ

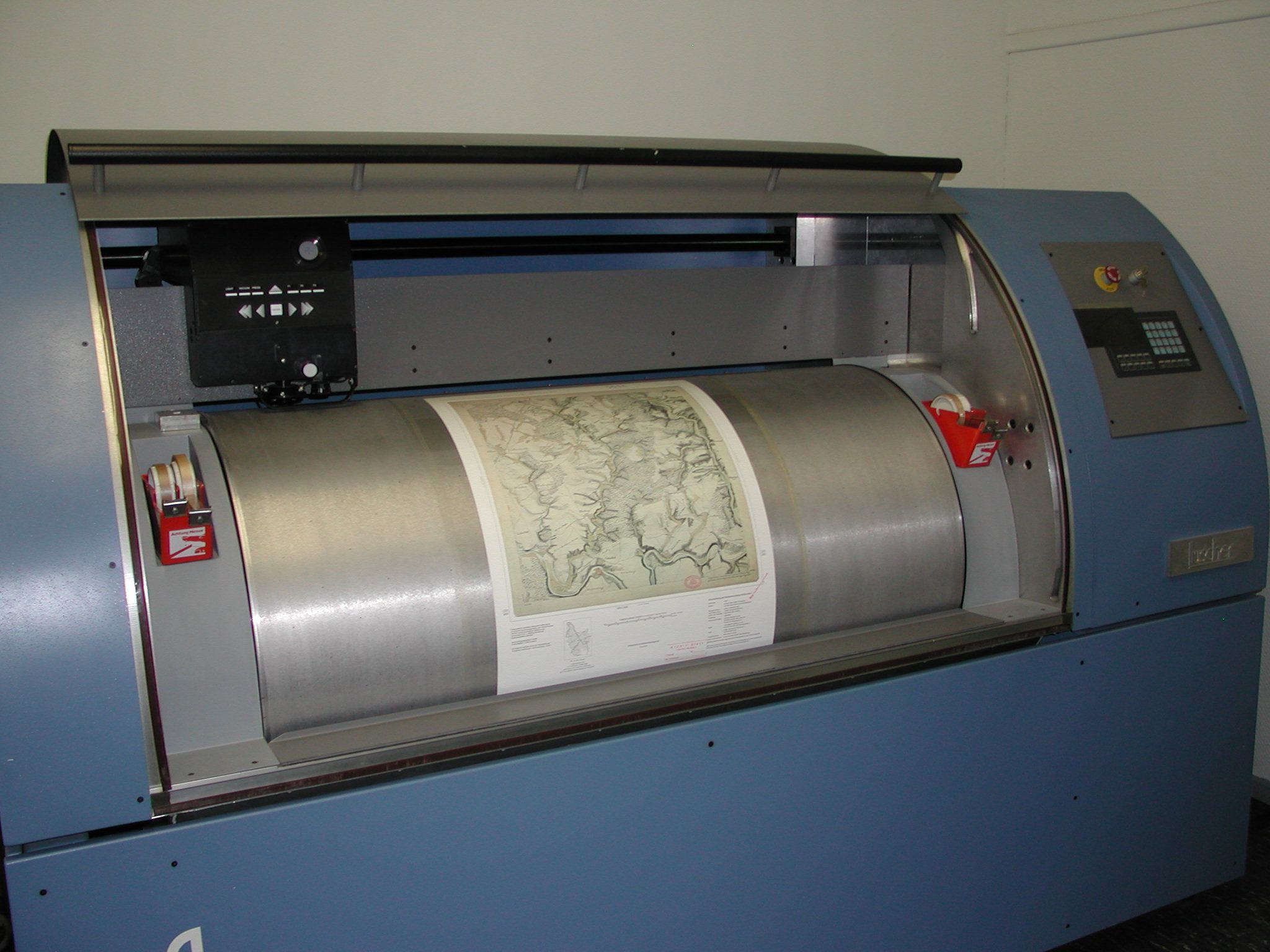
ドラムスキャナ

ある程度の太さをもつ筒（ドラム）に読み取りたい原稿を巻きつけ、スキャンを行う。原稿は回転方向に、撮像素子は軸方向に移動させる。このため螺旋状に走査がおこなわれることになる。一度に1画素のみを読み取る構造であり、速度は遅いが撮像素子の解像度による制約がないため、一般に数千～1万dpiの高解像度を得ることができる。価格は百万円単位以上と高価で大型な装置であり、業務用としてイメージセッタで印刷物の製版用データ（最大でA0版まで）を得るために使用される。

### ブックスキャナ

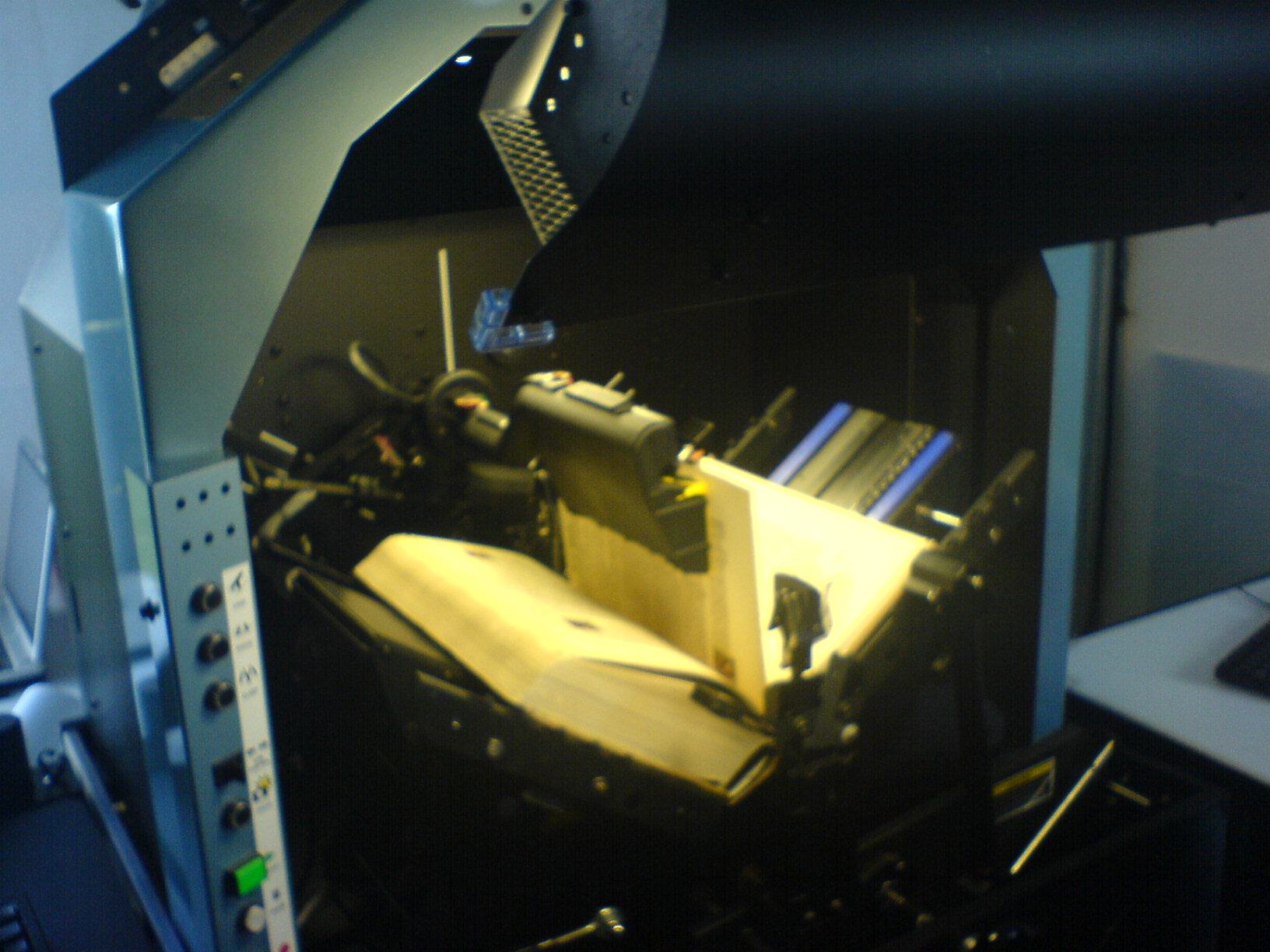
ブックスキャナ

書籍取り込み用スキャナ。書籍の取り込みには、フラットベッドタイプであれば1ページずつ手でめくってセットすることを何度も繰り返す手間がかかる。ADFタイプであれば書籍自体を分解する必要があり、心理的抵抗があったり、価値の高い本は分解するわけにいかないという問題がある。ページめくりを自動化することで本にダメージを与えず、かつ高速に取り込むことができるのがブックスキャナである。ページめくりの機構が大掛かりにならざるを得ないこともあり、製品として販売されているのは図書館や学術機関など業務用途の高額なものしかないが、電子書籍の普及に伴い手持ちの本を電子化する必要から個人でブックスキャナを安価に自作しインターネット上で発表している例もある。

### フィルムスキャナ

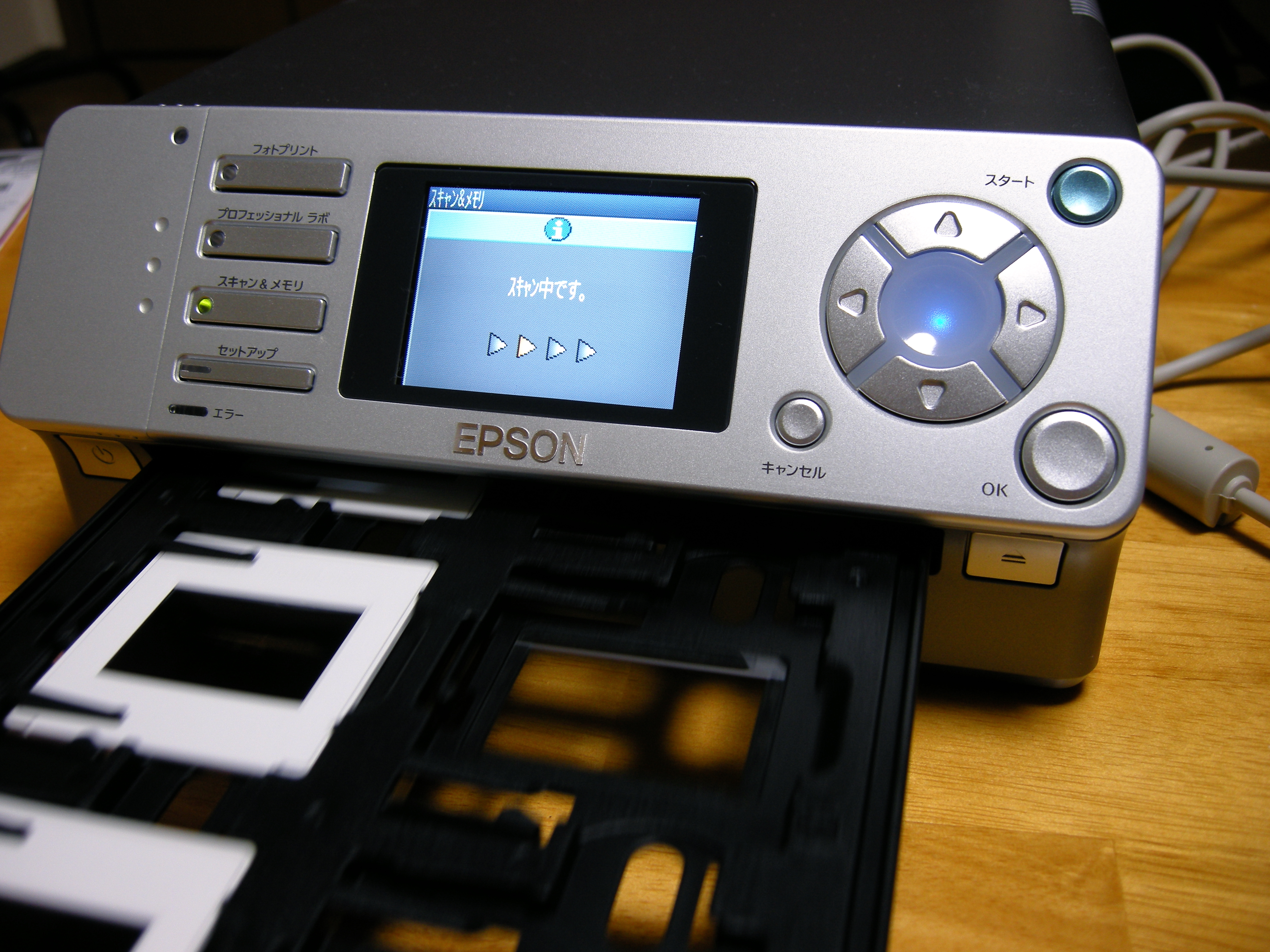
民生用フィルムスキャナ

写真用フィルムの読み取りに特化したスキャナ。フィルムを通った透過光を読み取って画像として処理する。専用モデルの場合は2,400dpi以上の高解像度の機種がほとんどで、基本的に135フィルムやAPSフィルムが、上位機種では120フィルム/220フィルムや特殊なフィルム、機種によっては4×5in判のような大判シートフィルムに対応したものも存在する。
性能は劣るものの、経済的な面からフラットベッドタイプでも透過原稿ユニットが装備済み、もしくはオプションとして用意されている機種があり、専用モデルに比べフラッドベッドスキャナは大変安価だが、特に120フィルムや大判の場合、フィルムを数mm浮かせてスキャンしなければならないため、ややピントが甘くなるという弱点もある。これを解決するためにフィルム用に焦点を変えられるモデルも一部に存在する。
2017年9月に発売されたニコンのデジタル一眼レフカメラ「D850」には、オプションとして、135ネガフィルムを撮影して、デジタル正像にするためのキットが用意されている。

### 動画用フィルムスキャナ
映画用フィルムを連続してスキャンし、画像ファイルに出力するスキャナ。アーノルド&リヒター製アリスキャン、DFT社 Spirit 4K High-Performance Film Scanner/DataCine、SCANITY等がある。高速読み取りモデルには主にCCDラインセンサが用いられる。アリスキャンは像の安定性を優先しCMOSイメージセンサを採用しているため読み取り速度は劣る。